# Șiria
Șiria é uma comuna romena localizada no distrito de Arad, na região histórica da Transilvânia. A comuna possui uma área de 121.06 km² e sua população era de 8595 habitantes segundo o censo de 2007.